# Lijst van oudste mensen
Onderstaande is een lijst van oudste mensen.
Op deze pagina staan de belangrijkste statistieken omtrent de gevalideerde oudste mensen in de wereld. Omdat er niet overal betrouwbare bevolkingsgegevens werden en/of worden bijgehouden, geldt telkens "voor zover bekend".

## Officiële lijst van 'de oudste levende mens ter wereld' (sinds 1951)
Hieronder een tabel met de namen van de mensen die sinds 1951 de titel "oudste erkende persoon ter wereld" hebben gedragen (vlak voor Guinness World Records begon met het aanleggen van lijsten). Deze lijst, gebaseerd op tabellen van de Gerontology Research Group (GRG), is met terugwerkende kracht aangepast, want de leeftijd van o.a. Betsy Baker was vóór de jaren 2000 nog niet gevalideerd. De GRG is een internationale, wetenschappelijke non-profitorganisatie gesitueerd in de Verenigde Staten die zich bezighoudt met het valideren van de oudste mensen ter wereld.
Het validatieproces is gebaseerd op ten minste drie documenten uit drie verschillende periodes uit de levens van supereeuwelingen (mensen van minstens 110 jaar oud): een origineel document uit de eerste twintig jaar van het leven (zoals een geboorteakte), een document dat een gebeurtenis uit het midden van het leven bestrijkt (meestal een trouwakte, waarmee meteen een eventuele naamsverandering wordt verklaard) en een recent document (zoals een ID-kaart of paspoort).
Mocht blijken dat de documenten met elkaar overeenkomen, dan is de persoon in kwestie gevalideerd en wordt hij of zij toegevoegd aan de database. Zowel de tabel hieronder als die onder de daaropvolgende kopjes zijn gebaseerd op de gegevens van de GRG.
| Naam                            | Geboortedatum     | Startdatum als oudste mens | Overlijdensdatum  | Leeftijd als oudste mens | Land van herkomst                    |
| ------------------------------- | ----------------- | -------------------------- | ----------------- | ------------------------ | ------------------------------------ |
| Lucy Woodman                    | 3 mei 1841        | Onbekend                   | 28 april 1951     | ?-109                    | Verenigde Staten                     |
| Nancy Merriman                  | 19 december 1841  | 28 april 1951              | 14 januari 1954   | 109-112                  | Verenigde Staten                     |
| Betsy Baker                     | 20 augustus 1842  | 14 januari 1954            | 24 oktober 1955   | 111-113                  | Verenigd Koninkrijk Verenigde Staten |
| Jennie Howell                   | 11 februari 1845  | 24 oktober 1955            | 16 december 1956  | 110-111                  | Verenigd Koninkrijk Verenigde Staten |
| Mathias Hansen Saether          | 21 oktober 1848   | 16 december 1956           | 7 januari 1957    | 108                      | Noorwegen                            |
| Catherine Waller                | 1 december 1848   | 7 januari 1957             | 4 januari 1959    | 108-110                  | Verenigde Staten                     |
| Christina Karnebeek-Backs       | 2 oktober 1849    | 4 januari 1959             | 7 oktober 1959    | 109-110                  | Nederland                            |
| Robert Early                    | 8 oktober 1849    | 7 oktober 1959             | 9 oktober 1960    | 109-111                  | Verenigde Staten                     |
| Nettie Minick                   | 3 april 1851      | 9 oktober 1960             | 28 november 1960  | 109                      | Verenigde Staten                     |
| Mary Kelly                      | 7 juni 1851       | 28 november 1960           | 30 december 1964  | 109-113                  | Verenigde Staten                     |
| James King                      | 15 november 1854  | 30 december 1964           | 5 juni 1967       | 110-112                  | Verenigde Staten                     |
| Narcissa Rickman                | 13 september 1855 | 5 juni 1967                | 21 oktober 1968   | 111-113                  | Verenigde Staten                     |
| Tome Horigome                   | 22 januari 1857   | 21 oktober 1968            | 14 november 1968  | 111                      | Japan                                |
| Marie Bernátková                | 22 oktober 1857   | 14 november 1968           | 4 mei 1969        | 111                      | Tsjecho-Slowakije                    |
| Haruno Shimada                  | 24 december 1857  | 4 mei 1969                 | 31 december 1969  | 111-112                  | Japan                                |
| Ada Roe                         | 6 februari 1858   | 31 december 1969           | 11 januari 1970   | 111                      | Verenigd Koninkrijk                  |
| Kitty Harvey                    | 12 januari 1860   | 11 januari 1970            | 10 juli 1972      | 109-112                  | Verenigde Staten                     |
| Josefa Salas Mateo              | 14 juli 1860      | 10 juli 1972               | 27 februari 1973  | 111-112                  | Spanje                               |
| Alice Stevenson                 | 10 juli 1861      | 27 februari 1973           | 18 augustus 1973  | 111-112                  | Verenigd Koninkrijk                  |
| Ettie Crist                     | 14 februari 1862  | 18 augustus 1973           | 10 januari 1974   | 111                      | Verenigde Staten                     |
| Laurence Entiope                | 9 december 1862   | 10 januari 1974            | 7 april 1974      | 111                      | Frankrijk                            |
| Mito Umeta                      | 27 maart 1863     | 7 april 1974               | 31 mei 1975       | 111-112                  | Japan                                |
| Niwa Kawamoto                   | 5 augustus 1863   | 31 mei 1975                | 16 november 1976  | 111-113                  | Japan                                |
| Alice Coles                     | 28 augustus 1865  | 16 november 1976           | 5 november 1978   | 111-113                  | Verenigde Staten                     |
| Eliza Underwood                 | 15 maart 1866     | 5 november 1978            | 27 januari 1981   | 112-114                  | Verenigde Staten                     |
| Judia Ward                      | 15 juni 1868      | 27 januari 1981            | 26 augustus 1981  | 112-113                  | Verenigde Staten                     |
| Nellie Spencer                  | 24 augustus 1869  | 26 augustus 1981           | 13 november 1982  | 112-113                  | Verenigde Staten                     |
| Emma Wilson                     | 12 mei 1870       | 13 november 1982           | 13 oktober 1983   | 112-113                  | Verenigde Staten                     |
| Augusta Holtz                   | 3 augustus 1871   | 13 oktober 1983            | 21 oktober 1986   | 112-115                  | Duitsland Verenigde Staten           |
| Mary McKinney                   | 30 mei 1873       | 21 oktober 1986            | 2 februari 1987   | 113                      | Verenigde Staten                     |
| Anna Eliza Williams             | 2 juni 1873       | 2 februari 1987            | 27 december 1987  | 113-114                  | Verenigd Koninkrijk                  |
| Florence Knapp                  | 10 oktober 1873   | 27 december 1987           | 11 januari 1988   | 114                      | Verenigde Staten                     |
| Easter Wiggins                  | 1 juni 1874       | 11 januari 1988            | 7 juli 1990       | 113-116                  | Verenigde Staten                     |
| Jeanne Calment                  | 21 februari 1875  | 7 juli 1990                | 4 augustus 1997   | 115-122                  | Frankrijk                            |
| Marie-Louise Meilleur           | 29 augustus 1880  | 4 augustus 1997            | 16 april 1998     | 116-117                  | Canada                               |
| Sarah Knauss                    | 24 september 1880 | 16 april 1998              | 30 december 1999  | 117-119                  | Verenigde Staten                     |
| Ella Miller                     | 6 december 1884   | 30 december 1999           | 21 november 2000  | 115                      | Verenigde Staten                     |
| Marie Brémont                   | 25 april 1886     | 21 november 2000           | 6 juni 2001       | 114-115                  | Frankrijk                            |
| Maude Farris-Luse               | 21 februari 1887  | 6 juni 2001                | 18 maart 2002     | 114-115                  | Verenigde Staten                     |
| Grace Clawson                   | 15 november 1887  | 18 maart 2002              | 28 mei 2002       | 114                      | Verenigd Koninkrijk Verenigde Staten |
| Adelina Domingues               | 19 februari 1888  | 28 mei 2002                | 21 augustus 2002  | 114                      | Kaapverdië Verenigde Staten          |
| Mae Harrington                  | 20 januari 1889   | 21 augustus 2002           | 29 december 2002  | 113                      | Verenigde Staten                     |
| Yukichi Chuganji                | 13 maart 1889     | 29 december 2002           | 28 september 2003 | 113-114                  | Japan                                |
| Mitoyo Kawate                   | 15 mei 1889       | 28 september 2003          | 13 november 2003  | 114                      | Japan                                |
| Ramona Trinidad Iglesias-Jordan | 31 augustus 1889  | 13 november 2003           | 29 mei 2004       | 114                      | Puerto Rico                          |
| María Esther de Capovilla       | 14 september 1889 | 29 mei 2004                | 27 augustus 2006  | 114-116                  | Ecuador                              |
| Elizabeth Bolden                | 15 augustus 1890  | 27 augustus 2006           | 11 december 2006  | 116                      | Verenigde Staten                     |
| Emiliano Mercado del Toro       | 21 augustus 1891  | 11 december 2006           | 24 januari 2007   | 115                      | Puerto Rico                          |
| Emma Tillman                    | 22 november 1892  | 24 januari 2007            | 28 januari 2007   | 114                      | Verenigde Staten                     |
| Yone Minagawa                   | 4 januari 1893    | 28 januari 2007            | 13 augustus 2007  | 114                      | Japan                                |
| Edna Parker                     | 20 april 1893     | 13 augustus 2007           | 26 november 2008  | 114-115                  | Verenigde Staten                     |
| Maria de Jesus                  | 10 september 1893 | 26 november 2008           | 2 januari 2009    | 115                      | Portugal                             |
| Gertrude Baines                 | 6 april 1894      | 2 januari 2009             | 11 september 2009 | 114-115                  | Verenigde Staten                     |
| Kama Chinen                     | 10 mei 1895       | 11 september 2009          | 2 mei 2010        | 114                      | Japan                                |
| Eugénie Blanchard               | 16 februari 1896  | 2 mei 2010                 | 4 november 2010   | 114                      | Guadeloupe Saint-Barthélemy          |
| Ana Nogueira de Luca            | 21 juni 1896      | 4 november 2010            | 18 november 2010  | 114                      | Brazilië                             |
| Maria Gomes Valentim            | 9 juli 1896       | 18 november 2010           | 21 juni 2011      | 114                      | Brazilië                             |
| Besse Cooper                    | 26 augustus 1896  | 21 juni 2011               | 4 december 2012   | 114-116                  | Verenigde Staten                     |
| Dina Manfredini                 | 4 april 1897      | 4 december 2012            | 17 december 2012  | 115                      | Italië Verenigde Staten              |
| Jiroemon Kimura                 | 19 april 1897     | 17 december 2012           | 12 juni 2013      | 115-116                  | Japan                                |
| Misao Okawa                     | 5 maart 1898      | 12 juni 2013               | 1 april 2015      | 115-117                  | Japan                                |
| Gertrude Weaver                 | 4 juli 1898       | 1 april 2015               | 6 april 2015      | 116                      | Verenigde Staten                     |
| Jeralean Talley                 | 23 mei 1899       | 6 april 2015               | 17 juni 2015      | 115-116                  | Verenigde Staten                     |
| Susannah Mushatt Jones          | 6 juli 1899       | 17 juni 2015               | 12 mei 2016       | 115-116                  | Verenigde Staten                     |
| Emma Morano                     | 29 november 1899  | 12 mei 2016                | 15 april 2017     | 116-117                  | Italië                               |
| Violet Brown                    | 10 maart 1900     | 15 april 2017              | 15 september 2017 | 117                      | Jamaica                              |
| Nabi Tajima                     | 4 augustus 1900   | 15 september 2017          | 21 april 2018     | 117                      | Japan                                |
| Chiyo Miyako                    | 2 mei 1901        | 21 april 2018              | 22 juli 2018      | 116-117                  | Japan                                |
| Kane Tanaka                     | 2 januari 1903    | 22 juli 2018               | 19 april 2022     | 115-119                  | Japan                                |
| Lucile Randon                   | 11 februari 1904  | 19 april 2022              | 17 januari 2023   | 118                      | Frankrijk                            |
| Maria Branyas Morera            | 4 maart 1907      | 17 januari 2023            | 19 augustus 2024  | 115-117                  | Verenigde Staten Spanje              |
| Tomiko Itooka                   | 23 mei 1908       | 19 augustus 2024           | 29 december 2024  | 116                      | Japan                                |
| Inah Canabarro Lucas            | 8 juni 1908       | 29 december 2024           | 30 april 2025     | 116                      | Brazilië                             |
| Ethel Caterham                  | 21 augustus 1909  | 30 april 2025              | in leven          | 115                      | Verenigd Koninkrijk                  |

## Misverstanden
Er is ook een aantal gevallen bekend waarin iemand beweerde de oudste mens ter wereld te zijn, of per ongeluk als zodanig werd uitgeroepen, terwijl ze, na hun dood of nog in leven zijnde, die titel moesten inleveren omdat dat helemaal niet het geval bleek te zijn.
Deze lijst is bij lange na niet compleet, maar bevat slechts enkele van de meest bekende gevallen:
| Naam                         | Geboortedatum     | Startdatum als 'oudste mens' | Overlijdensdatum | Leeftijd als 'oudste mens' | Land van herkomst |
| ---------------------------- | ----------------- | ---------------------------- | ---------------- | -------------------------- | ----------------- |
| Rosalia Spoto                | 25 augustus 1847  | 24 oktober 1955              | 20 februari 1957 | 108-109                    | Italië            |
| Kamato Hongo                 | 16 september 1887 | 18 maart 2002                | 31 oktober 2003  | 114-116                    | Japan             |
| Charlotte Benkner            | 16 november 1889  | 13 november 2003             | 14 mei 2004      | 113-114                    | Duitsland         |
| Hendrikje van Andel-Schipper | 29 juni 1890      | 29 mei 2004                  | 30 augustus 2005 | 113-115                    | Nederland         |
| Elizabeth Bolden             | 15 augustus 1890  | 30 augustus 2005             | 11 december 2006 | 115                        | Verenigde Staten  |
| Eunice Sanborn               | 20 juli 1896      | 4 november 2010              | 31 januari 2011  | 114                        | Verenigde Staten  |
| Besse Cooper                 | 26 augustus 1896  | 31 januari 2011              | 4 december 2012  | 114-116                    | Verenigde Staten  |

- De Italiaanse Rosalia Spoto werd na het overlijden van de Brits-Amerikaanse Betsy Baker op 24 oktober 1955 uitgeroepen tot oudste mens ter wereld. Er werd echter ten eerste ontdekt dat Jennie Howell ouder was en ten tweede dat Spoto’s leeftijd niet klopte. Sinds 29 augustus 2017 wordt de leeftijdsclaim van Spoto door het Guinness Book of Records niet meer erkend.
- De Japanse Kamato Hongo werd na het overlijden van de Amerikaanse Maude Farris-Luse op 18 maart 2002 uitgeroepen tot oudste mens ter wereld. Ze zou deze titel nog ruim anderhalf jaar dragen, totdat ze op 31 oktober 2003 overleed. In 2012 werd haar leeftijd echter in twijfel getrokken, nadat haar geboortedatum vals bleek te zijn, waarschijnlijk vanwege tienerzwangerschap. Grace Clawson, Adelina Domingues, Mae Harrington, Yukichi Chuganji en Mitoyo Kawate bleken al die tijd de oudste personen ter wereld te zijn. Later kregen ze deze titel toch nog postuum toegekend.
- De Duits-Amerikaanse Charlotte Benkner werd na de dood van Mitoyo Kawate op 13 november 2003 beschouwd als oudste levende mens. Ze moest haar titel echter inleveren toen op 23 april 2004 bewezen werd dat Ramona Trinidad Iglesias-Jordan enkele maanden ouder was. Benkner overleed op 14 mei 2004, slechts 15 dagen voor Iglesias-Jordan. Ook de later erkende María Capovilla was ouder dan Benkner, waardoor ze ten tijde van haar overlijden de op twee na oudste was.
- De Nederlandse Hendrikje van Andel-Schipper werd na het overlijden van Ramona Trinidad Iglesias-Jordan uit Puerto Rico (van wie werd gedacht dat zij officieel de laatste mens uit de jaren 1880 was) op 29 mei 2004 beschouwd als de oudste mens ter wereld. Ze overleed op 30 augustus 2005 op 115-jarige leeftijd. Ze moest echter postuum haar status als oudste mens ter wereld inleveren, toen op 9 december 2005 bleek dat er genoeg bewijs was dat María Esther de Capovilla uit Ecuador, geboren op 14 september 1889, al die tijd de oudste mens ter wereld en de laatste persoon geboren in de jaren 1880 was.
- De Amerikaanse Elizabeth Bolden werd uitgeroepen tot oudste mens ter wereld na de dood van Van Andel-Schipper. Toen op 9 december 2005 bleek dat María Capovilla ouder was, verloor ze die titel. Capovilla overleed op 27 augustus 2006, waardoor Bolden de titel op 116-jarige leeftijd teruggekeerd kreeg. Bolden overleed enkele maanden later op 11 december 2006.
- De Amerikaanse Eunice Sanborn werd na de dood van Eugénie Blanchard op 4 november 2010 beschouwd als oudste levende mens. Op 18 mei 2011 werd echter de leeftijdsclaim van Maria Gomes Valentim, die slechts 11 dagen ouder was, erkend. Hierdoor moest ze postuum haar status als oudste mens ter wereld inleveren.
- De Amerikaanse Besse Cooper werd uitgeroepen tot oudste mens ter wereld na het overlijden van Eunice Sanborn op 31 januari 2011. Toen echter op 18 mei 2011 bleek dat Valentim ouder was, verloor Cooper haar titel. Na het overlijden van Valentim op 21 juni 2011 kreeg de 114-jarige Cooper haar titel terug. Cooper overleed bijna anderhalf jaar later op 116-jarige leeftijd.

## Oudste mannen
De oudste mannen bereiken minder hoge leeftijden dan de oudste vrouwen. De hoogst bereikte leeftijden bij mannen (vanaf 113 jaar):
| Leeftijd           | Naam                       | Land                        | Geboortedatum     | Sterfdatum        | Opmerking(en) |
| ------------------ | -------------------------- | --------------------------- | ----------------- | ----------------- | --- |
| 116 jaar 54 dagen  | Jiroemon Kimura            | Japan                       | 19 april 1897     | 12 juni 2013      | Oudste volledig gevalideerde man ooit, was oudste man ter wereld na het overlijden van Horacio Celi Mendoza en oudste persoon ter wereld na het overlijden van Dina Manfredini |
| 115 jaar 252 dagen | Christian Mortensen        | Denemarken Verenigde Staten | 16 augustus 1882  | 25 april 1998     | Voormalig oudste man ooit, totdat zijn record werd verbroken door Kimura, was oudste man ter wereld na het overlijden van Park Fountain Heard (1882-1994)                      |
| 115 jaar 156 dagen | Emiliano Mercado del Toro  | Puerto Rico                 | 21 augustus 1891  | 24 januari 2007   | Was oudste man ter wereld na het overlijden van Hale en oudste persoon ter wereld na het overlijden van Elizabeth Bolden                                                       |
| 114 jaar 311 dagen | Juan Vicente Pérez Mora    | Venezuela                   | 27 mei 1909       | 2 april 2024      | Was oudste man ter wereld na het overlijden van Saturnino de la Fuente Garcia                                                                                                  |
| 114 jaar 265 dagen | Horacio Celi Mendoza       | Peru                        | 3 januari 1897    | 25 september 2011 | Was oudste man ter wereld na het overlijden van Breuning |
| 114 jaar 205 dagen | Walter Breuning            | Verenigde Staten            | 21 september 1896 | 14 april 2011     | Geboren in Minnesota en gestorven in Montana, was oudste man ter wereld na het overlijden van Allingham                                                                        |
| 114 jaar 189 dagen | Yukichi Chuganji           | Japan                       | 23 maart 1889     | 28 september 2003 | Was oudste mens ter wereld na het overlijden van Mae Harrington |
| 114 jaar 177 dagen | Tomás Pinales Figuereo     | Dominicaanse Republiek      | 31 maart 1906     | 24 september 2020 | Was oudste man ter wereld na het overlijden van Gerneth |
| 114 jaar 81 dagen  | Joan Riudavets             | Spanje                      | 15 december 1889  | 5 maart 2004      | Was oudste man ter wereld na het overlijden van Chuganji |
| 114 jaar 6 dagen   | Gustav Gerneth             | Duitsland                   | 15 oktober 1905   | 21 oktober 2019   | Was oudste man ter wereld na het overlijden van Nonaka |
| 113 jaar 354 dagen | Fred Hale                  | Verenigde Staten            | 1 december 1890   | 19 november 2004  | Was oudste man ter wereld na het overlijden van Riudavets |
| 113 jaar 330 dagen | Israel Kristal             | Polen Israël                | 15 september 1903 | 11 augustus 2017  | Was oudste man ter wereld na het overlijden van Yasutaro Koide en de oudste overlevende van de Holocaust                                                                       |
| 113 jaar 282 dagen | Efraín Antonio Ríos García | Colombia                    | 4 april 1910      | 11 januari 2024   | Oudst geworden man die nooit de oudste man ter wereld werd, omdat Pérez Mora ouder was                                                                                         |
| 113 jaar 274 dagen | Tomoji Tanabe              | Japan                       | 18 september 1895 | 19 juni 2009      | Was oudste man ter wereld na het overlijden van Mercado del Toro |
| 113 jaar 250 dagen | John Ingram McMorran       | Verenigde Staten            | 19 juni 1889      | 24 februari 2003  | |
| 113 jaar 179 dagen | Masazo Nonaka              | Japan                       | 25 juli 1905      | 20 januari 2019   | Was oudste man ter wereld na het overlijden van Núñez Olivera |
| 113 jaar 148 dagen | Mauro Ambriz Tapia         | Mexico                      | 21 november 1897  | 18 april 2011     | |
| 113 jaar 138 dagen | Frederick Frazier          | Verenigde Staten            | 27 januari 1880   | 14 juni 1993      | Was de oudste man ter wereld na het overlijden van Robert Freeman (1879-1990)                                                                                                  |
| 113 jaar 132 dagen | Eusebio Quintero López     | Colombia                    | 6 maart 1910      | 16 juli 2023      | |
| 113 jaar 128 dagen | Donald Butler              | Verenigde Staten            | 21 augustus 1885  | 27 december 1998  | Was oudste man ter wereld na het overlijden van Mortensen |
| 113 jaar 90 dagen  | James Sisnett              | Barbados                    | 22 februari 1900  | 23 mei 2013       | Was de oudste mens uit Barbados ooit |
| 113 jaar 90 dagen  | Wenceslao Leyva González   | Mexico                      | 28 september 1903 | 27 december 2016  | |
| 113 jaar 69 dagen  | Dominga Villa Avisencio    | Mexico                      | 26 augustus 1906  | 3 november 2019   | |
| 113 jaar 62 dagen  | Maximiano Jose dos Santos  | Brazilië                    | 22 februari 1893  | 25 april 2006     | |
| 113 jaar 48 dagen  | Walter Richardson          | Verenigde Staten            | 7 november 1885   | 25 december 1998  | |
| 113 jaar 47 dagen  | Francisco Núñez Olivera    | Spanje                      | 13 december 1904  | 29 januari 2018   | Was oudste man ter wereld na het overlijden van Kristal |
| 113 jaar 42 dagen  | Henry Allingham            | Verenigd Koninkrijk         | 6 juni 1896       | 18 juli 2009      | Was oudste man ter wereld na het overlijden van Tanabe |
| 113 jaar 4 dagen   | Emilio Flores Marquez      | Puerto Rico                 | 8 augustus 1908   | 12 augustus 2021  | Was oudste man ter wereld na het overlijden van Figuereo |

## Landenrecords (officieel erkend en de oudsten het eerst)
| Land                        | Leeftijd              | Naam                            | Geboren           | Overleden         | Opmerkingen |
| --------------------------- | --------------------- | ------------------------------- | ----------------- | ----------------- | --- |
| Frankrijk                   | 122 jaar en 164 dagen | Jeanne Calment                  | 21 februari 1875  | 4 augustus 1997   | Is oudste persoon ter wereld ooit |
| Japan                       | 119 jaar en 107 dagen | Kane Tanaka                     | 2 januari 1903    | 19 april 2022     | Was oudste mens ter wereld |
| Verenigde Staten            | 119 jaar en 97 dagen  | Sarah Knauss                    | 24 september 1880 | 30 december 1999  | Was oudste mens ter wereld |
| Canada                      | 117 jaar en 230 dagen | Marie-Louise Meilleur           | 29 augustus 1880  | 16 april 1998     | Was oudste mens ter wereld |
| Jamaica                     | 117 jaar en 189 dagen | Violet Brown                    | 10 maart 1900     | 15 september 2017 | Was oudste mens ter wereld |
| Spanje                      | 117 jaar en 168 dagen | Maria Branyas Morera            | 4 maart 1907      | 19 augustus 2024  | Geboren in de VS, was oudste mens ter wereld                                                                                                |
| Italië                      | 117 jaar en 137 dagen | Emma Morano                     | 29 november 1899  | 15 april 2017     | Was oudste mens ter wereld |
| Brazilië                    | 116 jaar en 349 dagen | Francisca Celsa dos Santos      | 21 oktober 1904   | 5 oktober 2021    | |
| Ecuador                     | 116 jaar en 347 dagen | María Esther de Capovilla       | 14 september 1889 | 27 augustus 2006  | Was oudste mens ter wereld |
| Oekraïne Polen              | 116 jaar en 70 dagen  | Tekla Juniewicz                 | 10 juni 1906      | 19 augustus 2022  | Geboren in Oekraïne, overleden in Polen |
| Verenigd Koninkrijk         | 115 jaar en 326 dagen | Ethel Caterham                  | 21 augustus 1909  | in leven          | Is de oudste mens ter wereld |
| Denemarken                  | 115 jaar en 252 dagen | Christian Mortensen             | 16 augustus 1882  | 25 april 1998     | Overleden in de VS |
| Puerto Rico                 | 115 jaar en 156 dagen | Emiliano Mercado del Toro       | 21 augustus 1891  | 24 januari 2007   | Was oudste mens ter wereld en oudste oorlogsveteraan, hoewel hij nooit feitelijk aan de strijd in de Eerste Wereldoorlog heeft meegedaan    |
| Portugal                    | 115 jaar en 114 dagen | Maria de Jesus                  | 10 september 1893 | 2 januari 2009    | Was oudste mens ter wereld |
| Paraguay Argentinië         | 115 jaar en 81 dagen  | Casilda Benegas                 | 8 april 1907      | 28 juni 2022      | Geboren in Paraguay, overleden in Argentinië                                                                                                |
| Duitsland                   | 115 jaar en 79 dagen  | Augusta Holtz                   | 3 augustus 1871   | 21 oktober 1986   | Geboren in een deel van het Duitse Keizerrijk dat nu Polen is, overleden in de VS, was oudste mens ter wereld                               |
| Panama                      | 115 jaar en 78 dagen  | Guillermina Acosta Bilbao       | 27 november 1901  | 13 februari 2017  | |
| Nederland                   | 115 jaar en 62 dagen  | Hendrikje van Andel-Schipper    | 29 juni 1890      | 30 augustus 2005  | |
| Colombia                    | 114 jaar en 351 dagen | Sofía Rojas de Díaz             | 13 augustus 1907  | 30 juli 2022      | |
| Venezuela                   | 114 jaar en 311 dagen | Juan Vicente Pérez Mora         | 27 mei 1909       | 2 april 2024      | |
| Moldavië                    | 114 jaar en 290 dagen | Goldie Steinberg                | 30 oktober 1900   | 16 augustus 2015  | Overleden in New York, VS |
| Peru                        | 114 jaar en 265 dagen | Horacio Celi Mendoza            | 3 januari 1897    | 25 september 2011 | |
| Rusland                     | 114 jaar en 220 dagen | Klavdiya Gadyuchkina            | 5 december 1910   | in leven          | |
| Kaapverdië                  | 114 jaar en 183 dagen | Adelina Domingues               | 19 februari 1888  | 21 augustus 2002  | Officieel oudste persoon uit Afrika ooit, overleden in de VS, was oudste mens ter wereld                                                    |
| Armenië                     | 114 jaar en 181 dagen | Lucy Mirigian                   | 15 augustus 1906  | 12 februari 2021  | Geboren in een deel van Armenië dat nu Turkije is, overleden in de VS                                                                       |
| Dominicaanse Republiek      | 114 jaar en 177 dagen | Tomás Pinales Figuereo          | 31 maart 1906     | 24 september 2020 | |
| Algerije                    | 114 jaar en 172 dagen | Anne Primout                    | 5 oktober 1890    | 26 maart 2005     | Geboren in het voormalige Frans-Algerije, overleden in Frankrijk                                                                            |
| Chili                       | 114 jaar en 160 dagen | María Mercedes Díaz Quijano     | 27 juni 1898      | 4 december 2012   | |
| Mexico                      | 114 jaar en 152 dagen | Dominga Velasco                 | 12 mei 1901       | 11 oktober 2015   | Overleden in Californië, VS |
| Australië                   | 114 jaar en 148 dagen | Christina Cock                  | 25 december 1887  | 22 mei 2002       | |
| Costa Rica                  | 114 jaar en 102 dagen | Marita Camacho Quirós           | 10 maart 1911     | 20 juni 2025      | Was first lady van Costa Rica en de oudst geworden persoon die niet alleen vanwege haar hoge leeftijd bekend was                            |
| Oostenrijk                  | 114 jaar en 29 dagen  | Luise Pompe                     | 13 oktober 1908   | 11 november 2022  | Geboren in Oekraïne |
| Israël                      | 113 jaar en 330 dagen | Israel Kristal                  | 15 september 1903 | 11 augustus 2017  | Geboren in Polen, was de oudste overlevende van de Holocaust                                                                                |
| India                       | 113 jaar en 197 dagen | Lucy d'Abreu                    | 24 mei 1892       | 7 december 2005   | Overleden in Engeland |
| Amerikaanse Maagdeneilanden | 113 jaar en 141 dagen | Ursula Krigger                  | 22 april 1902     | 10 september 2015 | [ 3 ] |
| Ierland                     | 113 jaar en 140 dagen | Kathleen Snavely                | 16 februari 1902  | 6 juli 2015       | Overleden in New York, VS |
| Letland                     | 113 jaar en 119 dagen | Margaret Romans                 | 16 maart 1912     | in leven          | Woont in Canada |
| Nieuw-Zeeland               | 113 jaar en 109 dagen | Florence Finch                  | 22 december 1893  | 10 april 2007     | Geboren in Engeland |
| Barbados                    | 113 jaar en 90 dagen  | James Sisnett                   | 22 februari 1900  | 23 mei 2013       | Overleden in Saint George |
| Hongarije                   | 113 jaar en 75 dagen  | Veronika Zsilinszki             | 4 februari 1908   | 20 april 2021     | |
| Zweden                      | 113 jaar en 0 dagen   | Astrid Zachrison                | 15 mei 1895       | 15 mei 2008       | Oudst geworden persoon die overleed tijdens zijn of haar verjaardag                                                                         |
| Zwitserland                 | 112 jaar en 327 dagen | Rosa Rein                       | 24 maart 1897     | 14 februari 2010  | Geboren in een deel van het Duitse Keizerrijk dat nu Polen is                                                                               |
| Malta                       | 112 jaar en 291 dagen | Maria Farrugia                  | 7 maart 1912      | 23 december 2024  | |
| Finland                     | 112 jaar en 259 dagen | Maria Rothovius                 | 2 oktober 1887    | 17 juni 2000      | |
| China                       | 112 jaar en 241 dagen | Shi Ping                        | 1 november 1911   | 29 juni 2024      | |
| België                      | 112 jaar en 186 dagen | Joanna Deroover                 | 3 juni 1890       | 6 december 2002   | |
| Tsjechië                    | 112 jaar en 178 dagen | Maria Mika                      | 23 mei 1882       | 17 november 1994  | Overleden in Oostenrijk |
| Noorwegen                   | 112 jaar en 61 dagen  | Maren Bolette Torp              | 21 december 1876  | 20 februari 1989  | |
| Roemenië                    | 112 jaar en 33 dagen  | Ilie Ciocan                     | 10 juni 1913      | in leven          | |
| Uruguay                     | 112 jaar en 30 dagen  | Maria Esther Canessa Lawlor     | 1 juni 1894       | 1 juli 2006       | |
| Saint Kitts en Nevis        | 111 jaar en 295 dagen | Bernice Sebastian               | 21 september 1913 | in leven          | Woont in de VS |
| Marokko                     | 111 jaar en 282 dagen | Consuelo Moreno                 | 5 februari 1893   | 13 november 2004  | Overleden in de VS |
| El Salvador                 | 111 jaar en 243 dagen | Santos Hildebrando Rivas García | 17 augustus 1911  | 17 april 2023     | |
| Litouwen                    | 111 jaar en 150 dagen | Emilija Kristopaitiene          | 15 oktober 1902   | 14 maart 2014     | [ 3 ] |
| Wit-Rusland                 | 111 jaar en 123 dagen | Mollye Marcus                   | 18 oktober 1899   | 18 februari 2011  | Overleden in de VS |
| Slovenië                    | 111 jaar en 123 dagen | Sophie Hules                    | 14 juni 1909      | 15 oktober 2020   | Overleden in de VS |
| Griekenland                 | 110 jaar en 341 dagen | Gregory Pandazes                | 15 januari 1873   | 22 december 1983  | Overleden in de VS |
| Guernsey                    | 110 jaar en 321 dagen | Margaret Ann Neve               | 18 mei 1792       | 4 april 1903      | Was oudste mens ter wereld |
| Filipijnen                  | 110 jaar en 275 dagen | Apolonia Malate                 | 4 maart 1899      | 4 december 2009   | |
| Slowakije                   | 110 jaar en 176 dagen | Jozsef Szuchar                  | 16 februari 1857  | 11 augustus 1967  | Maria Brandes is ook in Slowakije geboren en ouder geworden, maar had de Oostenrijks-Hongaarse nationaliteit (en is in Duitsland overleden) |
| Kroatië                     | 110 jaar en 115 dagen | Nina Valjalo                    | 6 juli 1908       | 29 oktober 2018   | |
| Åland                       | 110 jaar en 112 dagen | Anna Hagman                     | 27 december 1895  | 18 april 2006     | |
| Estland                     | 110 jaar en 58 dagen  | Ottilie-Armilde Tinnuri         | 3 februari 1914   | 1 april 2024      | |
| Albanië                     | 110 jaar en 53 dagen  | Fana Naci                       | 9 mei 1914        | 1 juli 2024       | |
| Syrië                       | 110 jaar en 14 dagen  | Rose Haddad                     | 15 april 1901     | 29 april 2011     | Geboren in het Ottomaanse Rijk, overleden in de VS                                                                                          |
| Luxemburg                   | 110 jaar en 10 dagen  | Jean Ley                        | 10 februari 1903  | 20 februari 2013  | |
| IJsland                     | 109 jaar en 310 dagen | Guðrún Björnsdóttir             | 20 oktober 1888   | 26 augustus 1998  | Overleden in Canada |
| Suriname                    | 109 jaar en 173 dagen | Louise Gummels                  | 16 oktober 1912   | 7 april 2022      | |
| Faeröer                     | 107 jaar en 133 dagen | Theodor Thomassen               | 28 oktober 1908   | 9 maart 2016      | |

## Oudste tweelingen ooit (103+)
Dit overzicht is mogelijk incompleet; u kunt helpen door het uit te breiden.
In deze lijst worden de oudste gekende tweelingen vermeld die beiden nog in leven waren op de leeftijd van minstens 103 jaar:
| Nr. | Namen | Geslacht(en) | Geboortedatum | Overlijdensdatum        | Leeftijd                              | Land                | Type      |
| --- | --- | ------------ | ------------- | ----------------------- | ------------------------------------- | ------------------- | --------- |
| 1   | Kin Narita Gin Kanie                                                                                       | V            | 1 aug 1892    | 23 jan 2000 28 feb 2001 | 107 jaar 175 dagen 108 jaar 211 dagen | Japan               | Eeneiig   |
| 2   | Alice Hill (geboren als Grubb) Maggie Lambeth (geboren als Grubb)                                          | V            | 13 jan 1884   | 10 jan 1990 6 mrt 1990  | 105 jaar 362 dagen 106 jaar 52 dagen  | Verenigde Staten    | Eeneiig   |
| 3   | Glen Moyer Dale Moyer                                                                                      | M            | 20 jun 1895   | 16 apr 2001 17 jul 2004 | 105 jaar 300 dagen 109 jaar 27 dagen  | Verenigde Staten    | Eeneiig   |
| 4   | Ellen Robertson (geboren als Hall) Sarah Jeanmougin (geboren als Hall)                                     | V            | 29 mei 1902   | 21 dec 2007 26 feb 2008 | 105 jaar 206 dagen 105 jaar 276 dagen | Canada              | Twee-eiig |
| 5   | Eugenia Collins (geboren als Smith) Alice Lindsay (geboren als Smith)                                      | V            | 31 mrt 1893   | 8 okt 1998 1 jul 2004   | 105 jaar 191 dagen 111 jaar 92 dagen  | Australië           | Eeneiig   |
| 6   | Marie-Odile Marcille (geboren als Schmutz) Madeleine Châtelain (geboren als Schmutz)                       | V            | 22 sep 1910   | 15 dec 2015 22 okt 2018 | 105 jaar 84 dagen 108 jaar 30 dagen   | Frankrijk           | ?         |
| 7   | Raymonde Saumade (geboren als Watteblade) Lucienne Grare-Lacheau (geboren als Watteblade)                  | V            | 23 sept 1912  | 10 nov 2017 1 jun 2021  | 105 jaar 48 dagen 108 jaar 251 dagen  | Frankrijk           | ?         |
| 8   | Charlotte Eisgrou (geboren als Engerman) Ann Primack (geboren als Engerman)                                | V            | 24 dec 1909   | 1 jan 2015 31 mei 2016  | 105 jaar 8 dagen 106 jaar 159 dagen   | Verenigde Staten    | Eeneiig   |
| 9   | Jacoba Dijkstra (geboren als Van der Meulen) Cornelia Tjaden (geboren als Van der Meulen)                  | V            | 31 mrt 1898   | 3 mrt 2003 8 aug 2004   | 104 jaar 337 dagen 106 jaar 130 dagen | Nederland           | Twee-eiig |
| 10  | Mildred Phillipi (geboren als Widman) Mary Franzini (geboren als Widman)                                   | V            | 17 jun 1880   | 4 mei 1985 6 mei 1988   | 104 jaar 321 dagen 107 jaar 324 dagen | Verenigde Staten    | Eeneiig   |
| 11  | Suzanne Normand (geboren als Lepage) Germaine Feuillet (geboren als Lepage)                                | V            | 8 dec 1911    | 20 sep 2016 30 okt 2018 | 104 jaar 287 dagen 106 jaar 326 dagen | Frankrijk           | ?         |
| 12  | Edith Evie Ritchie (geboren als Rennie) Evelyn Middleton (geboren als Rennie)                              | V            | 15 nov 1909   | 26 jul 2014 7 mrt 2015  | 104 jaar 253 dagen 105 jaar 112 dagen | Verenigd Koninkrijk | Eeneiig   |
| 13  | Thilda Vangstad Lena Vangstad                                                                              | V            | 29 jul 1901   | 5 feb 2006 4 jul 2007   | 104 jaar 191 dagen 105 jaar 340 dagen | Verenigde Staten    | Eeneiig   |
| 14  | Enrico Appiani Maria Appiani                                                                               | M V          | 23 jul 1900   | 3 jan 2005 6 mrt 2007   | 104 jaar 164 dagen 106 jaar 226 dagen | Italië              | Twee-eiig |
| 15  | Stella H. Gilman Ella H. Dickerson                                                                         | V            | 27 jan 1892   | 6 jan 1996 15 nov 1996  | 104 jaar 131 dagen 104 jaar 293 dagen | Verenigde Staten    | ?         |
| 16  | Simone Thiot (geboren als Lamolie) Paulette Olivier (geboren als Lamolie)                                  | V            | 30 jan 1912   | 5 jun 2016 18 jan 2020  | 104 jaar 127 dagen 107 jaar 353 dagen | Frankrijk           | ?         |
| 17  | Lucy Turner Louise Dilworth                                                                                | V            | 11 nov 1901   | 19 dec 2005 27 feb 2008 | 104 jaar 48 dagen 106 jaar 118 dagen  | Verenigde Staten    | Eeneiig   |
| 18  | Pieter Pierre Langerock Paul(us) Langerock                                                                 | M            | 8 jul 1913    | 29 jul 2017 21 jan 2019 | 104 jaar 21 dagen 105 jaar 197 dagen  | België              | Eeneiig   |
| 19  | Ena Pugh (geboren als Thomas) Lily Millward (geboren als Thomas)                                           | V            | 4 jan 1910    | 6 jan 2014 25 apr 2014  | 104 jaar 2 dagen 104 jaar 111 dagen   | Verenigd Koninkrijk | ?         |
| 20  | Myrtie Townley (geboren als Williams) Gertrude Clark (geboren als Williams)                                | V            | 10 dec 1906   | 20 nov 2010 10 dec 2010 | 103 jaar 345 dagen 104 jaar           | Verenigde Staten    | ?         |
| 21  | Appie Bynum Daniel Annie Best Daniel                                                                       | V            | 12 jun 1915   | 28 apr 2019 20 aug 2021 | 103 jaar 320 dagen 106 jaar 70 dagen  | Verenigde Staten    | Eeneiig   |
| 22  | Clifford Hawthorne Cleo Hawthorne                                                                          | M            | 31 dec 1912   | 14 nov 2016 18 jul 2018 | 103 jaar 319 dagen 107 jaar 199 dagen | Verenigde Staten    | Eeneiig   |
| 23  | Laura E. Boucher Lillian M. Boucher                                                                        | V            | 7 jun 1900    | 7 apr 2004 21 mei 2004  | 103 jaar 305 dagen 103 jaar 349 dagen | Verenigde Staten    | Eeneiig   |
| 24  | Fernande Poitoux (geboren als Gizant) Charlotte Jérusalem (geboren als Gizant)                             | V            | 8 dec 1914    | 15 jul 2018 27 jan 2021 | 103 jaar 219 dagen 106 jaar 50 dagen  | Frankrijk           | ?         |
| 25  | Glenys Thomas Florence Davies                                                                              | V            | 22 nov 1911   | 23 apr 2015 20 mei 2015 | 103 jaar 152 dagen 103 jaar 179 dagen | Verenigd Koninkrijk | Eeneiig   |
| 26  | Elfriede Friedel Platt (geboren als Mannigel) Alice Stadtler (geboren als Mannigel)                        | V            | 15 feb 1910   | 13 jul 2013 9 dec 2015  | 103 jaar 148 dagen 105 jaar 297 dagen | Duitsland           | Eeneiig   |
| 27  | Adeline Addie D. Moran (geboren als Rieger) Mildred Millie A. Rieger                                       | V            | 11 apr 1893   | 18 jul 1996 25 mrt 1998 | 103 jaar 98 dagen 104 jaar 348 dagen  | Verenigde Staten    | ?         |
| 28  | Evelyn Mobilia (geboren als Pisani) Margaret Virginia Mirandi (geboren als Pisani)                         | V            | 9 nov 1913    | 12 feb 2017 15 jan 2020 | 103 jaar 95 dagen 106 jaar 67 dagen   | Verenigde Staten    | Eeneiig   |
| 29  | Lilly Clifford Marie Clifford                                                                              | V            | 25 dec 1904   | 23 mrt 2008 12 jul 2010 | 103 jaar 89 dagen 105 jaar 199 dagen  | Verenigde Staten    | Eeneiig   |
| 30  | Lena Geertruida Leny van der Snoek (geboren als Nowee) Wilhelmina Catharina Willy Bais (geboren als Nowee) | V            | 3 jun 1911    | 25 aug 2014 29 jun 2016 | 103 jaar 83 dagen 105 jaar 26 dagen   | Nederland           | Eeneiig   |
| 31  | Inez Elizabeth Harries (geboren als Hesser) Grace Venice Shaw (geboren als Hesser)                         | V            | 15 jan 1911   | 25 feb 2014 9 aug 2016  | 103 jaar 41 dagen 105 jaar 207 dagen  | Verenigde Staten    | Eeneiig   |
| 32  | Gertrude Eddy Dorothy McMahon                                                                              | V            | 13 nov 1901   | 22 dec 2004 7 mrt 2005  | 103 jaar 39 dagen 103 jaar 114 dagen  | Verenigde Staten    | ?         |
| 33  | Irene Phyllis Crump Phyllis Irene Jones                                                                    | V            | 20 nov 1916   | 1 dec 2019 2020         | 103 jaar 11 dagen 103 jaar ? dagen    | Verenigd Koninkrijk | Eeneiig   |
| 34  | Theodora Leuven Maria Leuven                                                                               | V            | 15 nov 1897   | 17 nov 2000 12 jan 2001 | 103 jaar 2 dagen 103 jaar 58 dagen    | Nederland           | ?         |